# Origanum ramonense
Origanum ramonense là một loài thực vật có hoa trong họ Hoa môi. Loài này được Danin mô tả khoa học đầu tiên năm 1968.

## Hình ảnh

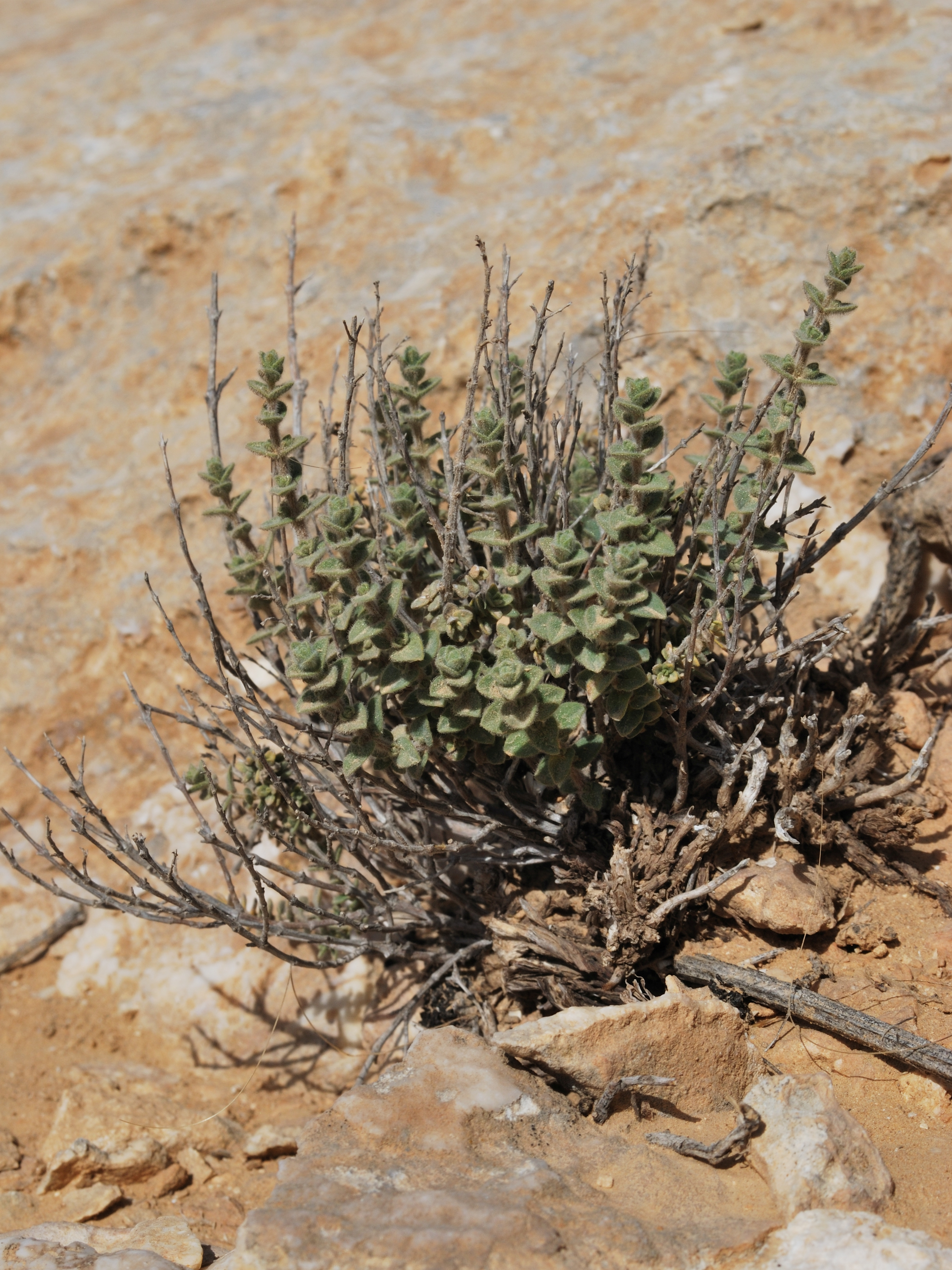